# Jon Secada
Juan Francisco Secada  Ramírez (La Habana, 4 de octubre de 1961), más conocido como Jon Secada, es un cantautor y músico cubanoestadounidense. Ha sido ganador de tres premios Grammy y ha vendido más de veinte millones de álbumes alrededor del mundo.

## Inicios
En 1979, Jon Secada se graduó de la secundaria en South Florida's Hialeah High School. Después fue a la Universidad de Miami, en donde se convirtió en un gran músico de jazz. En 1983 Secada recibió su título profesional en Música  y continuó su educación hasta completar una maestría en Jazz Vocal Performance. Se recibió con honores en 1986 y más tarde fue introducido en la sociedad honoraria Iron Arrow.  Durante todo este tiempo, Secada continuó trabajando arduamente en clubes, hizo locuciones comerciales y escribió numerosos jingles.

## Biografía
Con una carrera artística que se extiende por más de cuatro décadas, tres premios Grammy, veinte millones de discos vendidos y papeles protagónicos en Broadway, el aclamado sonido romántico de Jon Secada ha tenido como resultado numerosos éxitos en inglés y castellano, estableciéndolo como uno de los primeros artistas bilingües en tener reconocimiento internacional en ambos mercados.
En 2017 Secada regresó a los escenarios, trayendo a la vida un tributo que viene del corazón, a Beny Moré, uno de los íconos más queridos de Cuba. En el tributo, producido por Julio Bagué, con el apoyo de Peer Music y en la compañía de la orquesta Big Band de Charlie Sepúlveda, «…To Beny Moré With Love», el artista cubanoestadounidense graba diez clásicos de Moré, arreglados por el propio Ray Santos. El reto más grande del proyecto fue asegurarse que los arreglos y voces siguieran a los originales ya que querían preservar la integridad de la música lo más posible.
Además de haber sido reconocido como humanitario del año en 2016 por la fundación Muhammad Ali, la carrera de Secada se disparó en 1991, con el lanzamiento de su álbum debut homónimo, Jon Secada (SBK/EMI), el cual vendió más de seis millones de copias a nivel mundial, fue certificado como triple platino en Estados Unidos y alcanzó el número 15 en los listados de pop de Billboard. La versión en español del álbum, Otro día más sin verte (EMI-Latin), se convirtió en el álbum número uno en 1992 y le dio a Jon su primer premio Grammy por mejor álbum pop latino. Posteriormente vendrían de ese álbum tres éxitos más en el top 20 de Billboard incluyendo «Ángel», «I’m Free» y «Do You Believe In Us». El éxito sin precedentes de Secada continuó en 1994 con el lanzamiento de su segundo álbum de platino, Heart, Soul and Voice (EMI), con otro éxito en el top 10 con «If You Go» y con su tercer álbum, Amor, ganando su segundo premio Grammy por mejor actuación pop latino.
Más allá de sus éxitos, Secada es ampliamente reconocido por su talento e impecable destreza al escribir y producir.
Uno de sus logros importantes vino cuando colaboró con Gloria Estefan a finales de los ochenta, lo cual lo llevó a coescribir el sencillo de Estefan que llegó al número uno en las listas de popularidad: «Coming Out Of The Dark». Desde entonces, Secada ha escrito incontables canciones populares para super estrellas como Jennifer López y Ricky Martin.
Amiga hasta el día de hoy, Gloria Estefan comparte la pasión del mundo por el talento de Secada: «¡He sido una gran seguidora de Jon desde que escuché su bella voz!».
Ricky Martin, a quien Jon le escribió su número uno «She’s All I Ever Had», afirma: «¡Él es uno de esos cantantes especiales que hacen que los pelos se me paren de punta! Además de ser un gran ser humano, Jon tiene un talento innato para escribir bellas canciones. Todos los artistas que hemos trabajado con él sencillamente lo admiramos».
Secada coescribió y ha coproducido temas para Mandy Moore y Alejandro Fernández en sus álbumes ganadores de discos de platino; participó en gira y colaboró con la leyenda de la ópera Luciano Pavarotti, y ha grabado duetos con Jim Brickman, Olivia Newton John (ganadora del premio Grammy) y con el ícono de la música Frank Sinatra. También ha sido parte de muchas bandas sonoras de películas como Dance With Me, Pocahontas de Disney, Empire, Chasing Papi y El Zorro, entre otras.
A lo largo de su carrera, Secada ha participado en varios espectáculos internacionales de televisión como American Idol Latino, siendo parte del grupo de celebridades que actuaron como jueces en su cuarta temporada y como celebridad concursante en el exitoso espectáculo de baile de Univisión Mira quién baila (la versión latina de Dancing With The Stars), que llega a más de diez millones de televidentes.
Dentro de los múltiples proyectos en los que ha estado involucrado figura un espectáculo de música en Miami, llamado Secada’s, en el Casino Magic City, que contó con lleno total y gran reconocimiento.
Además de numerosas grabaciones como «Same Dream» y «Classics», en 2011, Jon lanzó su séptimo trabajo en español, Otra vez (YMe/Pyramid), el cual recibió aclamación mundial y generó múltiples éxitos en estaciones de radio alrededor del mundo. Secada continuó con su legado musical con el lanzamiento de «I’m Never Too Far Away», que llegó al top 25 de Billboard. El sencillo y su video musical conmemoraron el aniversario número 20 de la carrera musical de Secada y del lanzamiento de su éxito «Just Another Day» (RIAA álbum de oro). La canción también marcó la primera colaboración de Secada con el cinco veces productor del año de la revista Billboard y seis veces compositor del año, Rudy Pérez.
También destacan sus contribuciones en el ámbito de la salud, siendo en 2004 nombrado campeón de la salud de la OPS.

## Discografía
- Jon Secada (1992)
- Otro día más sin verte (1992)
- Heart, Soul & a Voice (1994)
- Si te vas (1994)
- Amor (1995)
- Greatest Hits (1997)
- Secada (1997)
- Better Part of Me (2000)
- The Gift (2001)
- Amanecer (2002)
- Same Dream (2005)
- Banda sonora de La Pintana (2007)
- Ciudad condal (2011)
- Grandes éxitos (2012-2013)
- Otra vez (2014)
- To Beny Moré with love (2017)
- Jonny is back ;) (2018)

## Sencillos
| Año  | Título                                       | Posición en las listas | Posición en las listas | Posición en las listas | Posición en las listas | Álbum                                                    |
| Año  | Título                                       | EE.UU. Hot 100         | EE.UU. Adult           | Hot Latin Tracks       | EE.UU. Música baile    | Álbum                                                    |
| ---- | -------------------------------------------- | ---------------------- | ---------------------- | ---------------------- | ---------------------- | -------------------------------------------------------- |
| 1992 | «Otro día más sin verte»                     | --                     | --                     | 1                      | --                     | Otro día más sin verte                                   |
| 1992 | «Just Another Day»                           | 5                      | 2                      | --                     | --                     | Jon Secada                                               |
| 1992 | «Do You Believe in Us»                       | 13                     | 3                      | --                     | --                     | Jon Secada                                               |
| 1992 | «Ángel»                                      | --                     | --                     | 1                      | --                     | Otro día más sin verte                                   |
| 1993 | «Tiempo al tiempo»                           | --                     | --                     | 9                      | --                     | Otro día más sin verte                                   |
| 1993 | «Sentir»                                     | --                     | --                     | 1                      | --                     | Otro día más sin verte                                   |
| 1993 | «I'm Free»                                   | 27                     | 4                      | --                     | --                     | Jon Secada                                               |
| 1993 | «Cree en nuestro amor»                       | --                     | --                     | 1                      | --                     | Otro día más sin verte                                   |
| 1993 | «Angel»                                      | 18                     | 3                      | --                     | --                     | Jon Secada                                               |
| 1994 | «Whipped»                                    | 65                     | --                     | --                     | --                     | Heart, Soul & a Voice                                    |
| 1994 | «Solo tu imagen»                             | --                     | --                     | 13                     | --                     | Si te vas                                                |
| 1994 | «Si te vas»                                  | --                     | --                     | 1                      | --                     | Si te vas                                                |
| 1994 | «If You Go»                                  | 10                     | 2                      | --                     | --                     | Heart, Soul & a Voice                                    |
| 1995 | «Mental Picture»                             | 29                     | 10                     | --                     | 30                     | Heart, Soul & a Voice                                    |
| 1995 | «Si no te conociera» («If I Never Knew You») | --                     | --                     | --                     | --                     | «Pocahontas» (canción de la banda sonora de la película) |
| 1996 | «Es por ti»                                  | --                     | --                     | 5                      | --                     | Amor                                                     |
| 1997 | «Too Late, Too Soon»                         | 41                     | 8                      | --                     | --                     | Secada                                                   |
| 1997 | «La magia de tu amor»                        | --                     | --                     | 25                     | --                     | Secada (Spanish Version)                                 |
| 1997 | «Amándolo»                                   | --                     | --                     | 10                     | --                     | Secada (Spanish Version)                                 |
| 2000 | «Stop/Así»                                   | --                     | 23                     | 32                     | 15                     | Better Part of Me                                        |
| 2002 | «Si no fuera por ti»                         | --                     | --                     | 3                      | --                     | Amanecer                                                 |
| 2003 | «Por amor» (Con Gloria Estefan)              | --                     | --                     | 18                     | --                     | Amanecer                                                 |
| 2006 | «Window to My Heart»                         | --                     | 6                      | --                     | 18                     | Same Dream                                               |
| 2006 | «Free»                                       | --                     | 21                     | --                     | --                     | Same Dream                                               |
| 2019 | «Por si no vuelves» (con Soraya Arnelas)     | --                     | --                     | --                     | --                     |                                                          |
|      |                                              |                        |                        |                        |                        |                                                          |

## Premios
| Año  | Premio                       | Categoría                                    | Trabajo                                                     | Resultado | Ref. |
| ---- | ---------------------------- | -------------------------------------------- | ----------------------------------------------------------- | --------- | ---- |
| 1992 | Premios Grammy               | Mejor álbum de pop latino                    | Jon Secada                                                  | Ganador   |      |
| 1992 | Premios Grammy               | Mejor nuevo artista                          | Él mismo                                                    | Ganador   |      |
| 1993 | Premios BMI                  | Most Performed Latin Song                    | «Otro día más sin verte», «Sentir» y «Cree en nuestro amor» | Ganador   |      |
| 1993 | The World Music Awards       | Best-Selling Latin American Recording Artist | Él mismo                                                    | Ganador   |      |
| 1993 | The Caribbean Music Awards   | Best New Latin Pop Album                     | Otro día más sin verte                                      | Ganador   |      |
| 1993 | Billboard Latin Music Awards | Best Latin-Pop Album of the Year             | Otro día más sin verte                                      | Ganador   |      |
| 1993 | Billboard Latin Music Awards | Best Latin-Pop Artist                        | Él mismo                                                    |           |      |
| 1993 | Billboard Latin Music Awards | Best New Latin-Pop Artist of the Year        | Él mismo                                                    |           |      |
| 1993 | Hit Radio Awards (Hong Kong) | Mejor artista masculino del año              | Él mismo                                                    | Ganador   |      |
| 1993 | Rolling Stone Magazine       | Best Male Vocalist                           | Él mismo                                                    | Ganador   |      |
| 1994 | Asian Music Awards           | Mejor canción pop                            | «Mental Picture»                                            | Ganador   |      |
| 1996 | Premios Grammy               | Mejor álbum de pop latino                    | Amor                                                        | Ganador   |      |
| 1998 | BMI Pop Awards               | Mejor canción pop                            | «Too Late, Too Soon»                                        | Ganador   |      |
| 1998 | BMI Pop Awards               | Mejor canción latina                         | «Amándolo»                                                  |           |      |
| 2001 | Billboard Latin Music Awards | Best Dance Song                              | «Así»                                                       | Nominado  |      |
| 2001 | BMI Pop Awards               | Best Pop Songwriter                          | «Bella»                                                     | Ganador   |      |
| 2001 | BMI Latin Awards             | Best Latin Songwriter                        | «Bella»                                                     | Ganador   |      |
| 2017 | Premios Grammy Latino        | Mejor álbum tradicional tropical             | To Beny More With Love                                      | Ganador   |      |